# 宇野亜喜良
宇野 亞喜良（うの あきら、1934年3月13日 - ）は、日本の挿絵画家・グラフィックデザイナー。ペンなどによって描写された人物などが特徴とされる。寺山修司の舞台、宣伝美術を手がけるなどした。
イラストレーター以外にもキュレーターや舞台美術、芸術監督等も務めている。
現在『月刊てりとりぃ』において連載コラム「話の横道」を連載中。また『週刊てりとりぃ』では、村井邦彦、山上路夫、日向大介とのコラボレーションで「歌はいかがですか」という企画を連載。これは毎月書き下ろしの短い尺の歌を発表するもので、宇野は挿絵を担当している。

## 来歴
愛知県名古屋市に生まれる。1952年名古屋市立工芸高等学校図案科卒。
父親が室内装飾業を営んでおり、その影響で幼いころから絵を描き始め、画家の宮脇晴に師事。高校卒業後、カルピス食品工業に入社、同社の広告・宣伝に携わる。1955年に興和新薬が募集したデザインコンテストでは、和田誠と同時に1等を獲得した。1960年、亀倉雄策らが設立に参加した日本デザインセンターに入社、1964年まで在籍。
1964年、宇野、原田維夫、横尾忠則の3人でデザイン事務所「スタジオ・イルフィル」を結成（翌年、解散）。1965年日本デザインセンターを退社し、同世代を代表するイラストレーター、グラフィックデザイナーの横尾忠則、和田誠、山口はるみ、灘本唯人などと共に東京イラストレーターズ・クラブを設立する（1970年解散）。また、寺山修司の「天井桟敷」に横尾などとポスターの制作をする。
1970年代当時、眉を剃り落とすスタイルが「宇野亜喜良スタイル」といわれ、流行した。
1982年、第13回講談社出版文化賞さしえ賞を受賞。
1992年、山下明生作の『カモメの家』で第6回赤い鳥さし絵賞を受賞。同年、東京イラストレーターズ・ソサエティ理事長就任（1992年、1994年 - 1997年）。
1999年、紫綬褒章を受章。同年より麻布十番納涼祭りのポスター、うちわのデザインを担当している。
2008年、舟崎克彦文の『悪魔のりんご』で第13回日本絵本賞を受賞。
2010年、旭日小綬章を受章。
2015年、新宿梁山泊『ジャガーの眼』の美術および結城座『オールドリフレイン』の人形美術に対し第22回読売演劇大賞選考委員特別賞を受賞した。

## 人物
- 署名はAquiraxで、アキラのフランス語風の表記である。
- 私生活では3度結婚[8]。現在の妻は1960年代後半から1970年代前半にグラビアモデルからキイハンター、プレイガール等のテレビドラマや東映映画等で活躍した元女優・集三枝子[9]。1973年6月に結婚、宇野は39歳、集は24歳で初婚であった[8]。

## 主な作品
- 布袋寅泰『GUITARHYTHM』アルバムジャケット（1988年、東芝EMI）
- BAD MESSIAH 『DISCO ARMADILLO』アルバムジャケット（1994年、ソニー・ミュージックエンタテインメント）
- SHAKALABBITS
  - 『ダズリングスープ/シルク』Maxi Singleジャケット（2006年）
  - 『モノローグ』Maxi Singleジャケット（2006年）
  - 『嘘を混ぜ込んだ真実のスープ』アルバムジャケット（2007年）
  - 『BRACKISH』アルバムジャケット（2012年）
  - 『Hallelujah Circus Acoustic』アルバムジャケット（2014年）
- BUCK-TICK 『RAZZLE DAZZLE』アルバムジャケット（2010年、アリオラジャパン）
- YU-A『優しい顔で近づかないで』YU-Aジャケット（2012年）
- 椎名林檎
  - 『浮き名』アルバムジャケット（2013年）
  - 『蜜月抄』アルバムジャケット（2013年）
- 資生堂化粧品ブランド「マジョリカマジョルカ」マジョリ画（2016年）[10]

## 主な著作
- 『海の小娘』文・梶祐輔、横尾忠則（1962年、朝日出版社）など多数
- 絵本『あのこ』文・今江祥智（1966年、理論社）
- 『海の日曜日』文・今江祥智（1966年、実業之日本社）
- 『宇野亜喜良マスカレード』（1974年、美術出版社）
- 『宇野亜喜良の世界』（1974年、立風書房）
- 絵本『天使のパヴァーヌ』（1992年、白泉社）
- 『宇野亜喜良全エッセイ・薔薇の記憶』（2000年、東京書籍／2017年、立東舎文庫）
- 『宇野亜喜良60年代ポスター集』（2003年、ブルース・インターアクションズ）
- 『踊りたいけど踊れない』文・寺山修司（2003年、アートン）
- 『壜の中の鳥』文・寺山修司（2003年、アートン）
- 『天の橇がゆく』作・神沢利子（2003年、福音館書店）
- 『ジャミパン』文・江國香織（2004年、アートン）
- 『せんべいざむらい』文・今江祥智（2004年、佼成出版社）
- 『上海異人娼館』原作・寺山修司（2004年、アートン）
- 『美女と野獣』原作・ジャンヌ・マリー・ルプランス・ド・ボーモン（2005年、アートン）
- 『恋愛 L'amour』文・アンドレ・ブルトン、ポール・エリュアール - 訳・寺村摩耶子（2006年、エクリ）
- 『エスカルゴの夜明け』文・蜂飼耳（2006年、アートン）
- 『立たされた日の手紙』作：神沢利子（2008年、理論社）
- 『魚神』文・千早茜（2009年、集英社）
- 『世界は俺が回してる』文・なかにし礼（2009年、産経新聞で9か月毎日連載、角川書店）

### 画集
- 『MONO AQUIRAX 宇野亜喜良モノクローム作品集』（2003年、愛育社）
- 『SAMURAI AQUIRAX 宇野亜喜良時代小説挿画集』（2006年、愛育社）
- 『MONO AQUIRAX＋ 宇野亜喜良モノクローム作品集』（2009年、愛育社）

## 主な作品収蔵先
- 刈谷市美術館

## 出演
- 日曜美術館「変容するイラストレーション 宇野亞喜良」（2024年5月26日、NHK Eテレ）[11]